# 三木真一郎
三木真一郎（日语：／ Miki Shin'ichirō，1968年3月18日—），日本男性聲優。出身於東京都。81 Produce所屬。已婚。身高180cm。AB型血。

## 人物
音域：男中音。
2005年10月，長子出生（2006年6月24日，在自己網站中發表）。
2014年10月25日以嘉賓身份參與同樣以愛車出名的聲優諏訪部順一所主持的UNLIMITED MOTOR WORKS，兩人試駕並大聊高級超跑。

## 經歷
- 2010年：第4回聲優獎Award「助演男優賞」受賞[2][3]。

- 2014年：第8回聲優獎Award「富山敬賞」受賞[4]。

## 演出
粗體字表示主要角色。

### 電視動畫
1995年
- 愛天使傳說（柳葉和也／大天使利摩那）
- VR快打（結城晶）
- 夢幻遊戲（夕城奎介）
- 小紅豆（藤卷拓）

1996年
- 聖天空戰記（天野進／亞連・謝薩爾）
- 奧運高手（真田俊彥）
- 超者雷丁（南條一夜）

1997年
- HARELUYA II BØY（日日野晴矢）
- 吸血姬美夕（拉法）
- 神奇寶貝（小次郎、神奇寶貝圖鑑）

1998年
- 白色十字架（Yohji／工藤耀爾）
- 頭文字D First Stage（藤原拓海）
- 超速YOYO（中村名人）
- 機動戰艦 The prince of darkness（高杉三郎太）

1999年
- 快感指令（藤堂雪文）
- GTO（大澤秀郎）
- 頭文字D Second Stage（藤原拓海）

2000年
- 蠟筆小新（高波伸男）
- 萬有引力（相澤瀧）
- 暗之末裔（都築麻斗）
- 機巧奇傳（阿拉希）
- 夢幻天女（御鍵（始祖））

2002年
- 我們這一家（晚輩、老虎假面）
- 駭客時空（克利姆）
- 驚爆危機（克魯茲・威巴）
- 閃靈二人組（天子峰猛）
- 東京地底奇兵（赤）
- 奇鋼仙女（建智鐵也）
- 火影忍者（水木）
- 盜賊王JING（Postino）
- 名偵探柯南（萩原研二）※第304話

2003年
- 最後流亡（莫藍・謝蘭度）
- 魔偵探洛基RAGNAROK（闇野龍介（米德加爾茲歐姆））
- 廢棄公主（夏儂・卡蘇魯）
- 偵探學園Q （七海光太郎）
- 驚爆危機？校園篇（克魯茲・威巴）
- 神奇寶貝超世代（小次郎）
- 聖鬥士星矢冥王哈帝斯冥界篇（天雄星神鷲 艾亞哥斯）
- R.O.D -THE TV-（阿李）

2004年
- 遙遠時空～八葉抄～（源賴久）
- 學園愛麗絲（派爾索那）
- 今日大魔王!（真王）
- 天上天下（卜比牧原）
- 舞-HiME（石上亙）
- BLEACH（浦原喜助）
- 御伽草子（源賴光／萬歲樂）
- 頭文字D Fourth Stage（藤原拓海）
- 七武士（久藏）
- 鼻毛真拳（哈雷克拉尼）

2005年
- 植木的法則（馬修）
- 機動新撰組 萌之劍（平賀源內）
- 驚爆危機!The Second Raid（克魯茲・威巴）
- IGPX（アレックス・カニンガム）
- 黑貓（庫裡德・迪思肯特）
- 天堂之吻（如月星次）
- 怪醫黑傑克（鯨岡的兒子、大和屋暁）
- 喜歡就是喜歡（水都真一朗（水都先生））
- Dragon Booster（モードリッド・ペイン ）
- Xenosaga the Animation（ヘルマン）

2006年
- 地獄少女（エスパー☆ワタナベ）※第20話
- Tsubasa翼（桃矢）
- Fate/stay night（佐佐木小次郎（Assassin））
- 學園天堂（成瀨由紀彥）
- 牙 -KIBA（ロベス）
- 銀魂（坂本辰馬、渡辺篤之助）
- .hack//Roots（クーン）
- 變身公主（坂本英季）
- 神奇寶貝鑽石&珍珠（小次郎、小智的草苗龜）
- 非戰特攻隊：帝國陸軍情報部第3課（利奧尼爾・泰拉）
- 超級機器人大戰OG（動畫)（伊達隆聖）
- 天保異聞 妖奇士（江戸元閥）
- TOKYO TRIBE2（ンコイ）

2007年
- REIDEEN（前田崎太郎）
- 魔女獵人（海因茨・修奈達）
- 金田一少年之事件簿（城龍也）
- 鋼鐵三國志（周瑜公瑾）
- 黑之契約者（艾瑞克・西島）
- 藍龍（魯梅魯）
- 惡魔獵人（モデウス）
- 灣岸Midnight（島達也）
- 意外 (漫畫)（亞季的哥哥）
- 機動戰士GUNDAM 00（洛克昂・史特拉托斯（尼爾‧狄蘭迪））
- 驅魔少年（白燦）
- 遙遠時空３（有川將臣）
- 名偵探柯南（時津潤哉）
- 擁抱春天的羅曼史（香藤洋二）

2008年
- 機動戰士GUNDAM 00第二季（洛克昂・史特拉托斯（萊爾‧狄蘭迪））
- 今日大魔王!第三季（真王）
- 水晶之焰（修）
- 出包王女（ピカリー）
- 西洋骨董洋菓子店（小野裕介）
- 破天荒遊戲（巴羅庫希特）
- 無限之住人（屍良）
- 幻影少年（石野鏡）
- 魍魎之匣（增岡則之）
- 黒塚 KUROZUKA（嵐山）

2009年
- RIDEBACK（羅曼諾夫‧卡連巴克）
- 鋼之鍊金術師 FULLMETAL ALCHEMIST（羅伊・馬斯坦古）
- 奇蹟少女KOBATO.（沖浦和斗）
- 空中鞦韆（星山純一）
- 天降之物（天上的主人/米諾斯）
- 名偵探柯南（相園修）#549、550

2010年
- 遙遠時空3 永無止境的命運（有川將臣）
- 無法掙脫的背叛（祇王橘）
- 薄櫻鬼~新選組奇譚~（土方歳三）
- 薄櫻鬼 碧血錄（土方歳三）
- 王牌投手 振臂高揮 ～夏季大會篇（三橋玲一）
- 神奇寶貝超級願望（小次郎）
- STAR DRIVER 閃亮的塔科特（形代龍介／委員長）
- 天降之物Forte（天上的主人/米諾斯）
- 超級機械人大戰OG -The Inspector-（伊達隆聖）
- 天使禁獵區（肯達）

2011年
- 蠟筆小新（王子殿下）
- 銀魂'（坂本辰馬）
- 戰國鬼才傳（高山右近）
- NO.6（揚眠）
- 哆啦A夢（戴朋·亞歷克斯）
- 魔法少女小圓（公關B）
- UN-GO（海勝麟六）
- 火影忍者疾風傳（水木）
- 美食獵人TORIKO（史塔俊）

2012年
- 足球騎士（岩城鐵平）
- 偽物語（貝木泥舟）
- BRAVE10（直江兼續）
- 夏色奇蹟（紗季的父親）
- 黑子的籃球（相田景虎、旁白）
- 少年同盟2（店長）
- CØDE:BREAKER（人見）
- 紙箱戰機W（ビリー・スタリオン）
- 薄櫻鬼 黎明錄（土方歳三）
- 頭文字D Fifth Stage（藤原拓海）
- ROBOTICS;NOTES（澤田敏行）

2013年
- 花牌情緣2（安東尼·里夫）
- 八犬傳－東方八犬異聞－（犬山道節）
- 八犬傳－東方八犬異聞－第二期（犬山道節）
- 魔奇少年（伊蘇南）
- Hunter × Hunter（諾布）
- 萌萌侵略者 OUTBREAK COMPANY（迦流士·恩·克德巴爾）
- KILL la KILL（美木杉愛九郎）
- 黑子的籃球 第2期（相田景虎、旁白）
- 聲優戰隊VoiceStorm7（三廻部洋）
- 銀狐（銀太郎）
- 物語系列 第二季（貝木泥舟）
- 神奇寶貝XY（小次郎）

2014年
- 排球少年！！（追分拓朗）
- 黑色子彈（薙澤彰磨）
- 頭文字D Final Stage（藤原拓海）
- 花物語（貝木泥舟）
- 笑傲曇天（嘉神直人）
- Fate/stay night（ufotable版）（Assassin）
- TRINITY SEVEN（王立書冊學園校長）
- 我，要成為雙馬尾（罪惡魔蝶）
- 影子籃球員 第3期

2015年
- 银魂°（坂本辰馬）
- 絕命制裁X（犬鳴慎一郎）
- 潮與虎（雷信）
- Classroom☆Crisis（誘拐犯首領、伊布拉·阿靈頓）
- Concrete Revolutio～超人幻想～（人吉孫竹）
- 一拳超人（史內克）
- 對魔導學園35試驗小隊（鳳颯月）

2016年
- ONE PIECE（佩特羅）
- 龙珠超（扎馬斯、合体扎馬斯、孙悟空 <在扎馬斯的身体>）
- 排球少年！！第二季（追分拓朗）
- 紅殼的潘朵拉（ジヨー・ライト伍長）
- 潮與虎 第2期（雷信）
- 薄櫻鬼 〜御伽草子〜（土方歲三）
- Concrete Revolutio～超人幻想～ THE LAST SONG（人吉孫竹）
- 文豪Stray Dogs 第2期（安德烈·紀德）
- ReLIFE 重返17歲（黑心企業上司②）
- 時間旅行少女～真理、和花與8名科學家～（班傑明·富蘭克林）
- 路人超能100（誇山）
- 七大罪 聖戰的預兆（史雷達）
- 精靈寶可夢 太陽&月亮（小次郎）

2017年
- 3月的獅子（島田開）
- 精靈寶可夢 太陽&月亮（哈拉的鐵掌力士[5]、格拉吉歐的鬃岩狼人[6]）
- 超·少年偵探團NEO（旁白）
- 清戀（湯木尚武）
- 幼女戰記（埃里希·馮·雷魯根）
- 鬼平（近藤勘四郎）
- 黑色推銷員NEW（道原驅）
- 戰姬絕唱SYMPHOGEAR AXZ（亞當）
- 潔癖男子青山！（伊吹誠吾）
- THE REFLECTION（埃克森）
- 側車搭檔（棚橋教練）

2018年
- BASILISK～櫻花忍法帖～（根來轉寢）
- HUG！光之美少女（利斯托爾）
- 銀河英雄傳說 Die Neue These 邂逅（華爾特·馮·先寇布）
- 驚爆危機！Invisible Victory（克魯茲·威巴）
- 深夜！天才傻鵬（YOSHIKI）
- DOUBLE DECKER！道格＆基里爾（英俊的喬）
- 學園BASARA（後藤又兵衛）
- BAKUMATSU（坂本龍馬[7]）
- 書店裡的骷髏店員本田（天蓋）
- 七大罪 戒律的復活（史雷達）

2019年
- 路人超能100 II（誇山）
- 爆丸5星域爭霸（班頓·達斯克、お便りをくれた子供たち）
- BAKUMATSU CRISIS（坂本龍馬）
- 星光王子 KING OF PRISM -Shiny Seven Stars-（法月仁）
- 異世界四重奏（雷魯根）
- 一拳超人 第2期（蛇咬拳的斯內克）
- 超可動女孩1/6（空手魔王）
- 按鍵發明 PIKACHIN-KIT（多克）
- 鬼滅之刃（竈門炭十郎）
- 毛球權次郎（一匹狼男性）
- COP CRAFT（赫爾曼德斯）
- 機獸戰記 狂野爆發 ZERO（艾杜之少佐）
- 我的英雄學院 第4期（夜目爵士）
- Fate/Grand Order -絕對魔獸戰線巴比倫尼亞-（列奧尼達一世）
- 寶可夢 旅途（小次郎、阿柏蛇、訓練師、派拉斯特、小豪的飛天螳螂→巨鉗螳螂）
- 偶像夢幻祭（冰鷹誠矢）
- 魯邦三世 最後的監獄（貝爾特）
- 非槍人生NO GUNS LIFE（丹尼·姚）

2020年
- BREAKERS（成田鍊）
- 搖滾少女!! 活力棉花糖!!（猶大校長）
- 異世界四重奏2（雷魯根）
- 異獸魔都（塔基）
- 排球少年！！TO THE TOP（追分拓朗）
- 寶可夢 旅途（勇士雄鷹、伽勒爾大蔥鴨→蔥遊兵、焚焰蚣）
- 啄木鳥偵探處（夏目漱石）
- 弩級戰隊HXEROS（庵野丈）
- 文豪與鍊金術師 ～審判的齒輪～（菊池寬）
- 高校之神（吳成真、飛龍）
- 魔王學院的不適任者～史上最強的魔王始祖，轉生就讀子孫們的學校～（索隆·安卡托）
- GO!GO! 小金剛
- 在魔王城說晚安（睡魔）

2021年
- 記錄的地平線 圓桌崩壞（KR）
- SHOW BY ROCK!! STARS!!（猶大校長）
- BACK ARROW（魯道夫·空達克托列）
- 七大罪 憤怒的審判（史雷達）
- 寶可夢 旅途（凱羅斯、小智的喷火龙、小豪的尼多朗）
- 入間同學入魔了！第2期（艾利先生、魔王德爾奇拉）
- 我立於百萬生命之上（カンティル）
- 陰晴不定的體操哥哥（風呂出油佐男）
- 暗黑企業的迷宮（ゼクス＝ハラー）
- 勇者鬥惡龍 達伊的大冒險（希姆）
- SD鋼彈世界 群英集（窮奇攻擊自由鋼彈）
- 鬼滅之刃 無限列車篇（竈門炭十郎）
- 名偵探柯南 警察學校篇 Wild Police Story（萩原研二）

2022年
- 通靈王（麻倉葉賢[8]）
- 白領羽球部（宮澄建[9]）
- 怪人開發部的黑井津小姐（長距叔叔）
- 寶可夢 旅途（鋼鎧鴉、鬃岩狼人、雷吉艾斯）
- Estab-Life Great Escape（烏爾拉[10]）
- RWBY 冰雪帝國（羅曼·托奇維克[11]）
- 幕末替身傳說（踪玄[12]）
- 奇米萌 CHIMIMO（富豪紳士）
- 轉生就是劍（師父[13]）
- BLEACH 千年血戰篇（浦原喜助）
- 入間同學入魔了！第3期（艾利先生、魔王德爾奇拉）
- 路人超能100 III（誇山）

2023年
- 間諜教室（基德）
- 寶可夢 旅途 目標是寶可夢大師（小次郎）
- 狩火之王（灰十[14]）
- 魔王學院的不適任者～史上最強的魔王始祖，轉生就讀子孫們的學校～II（索隆·安卡托）
- 百萬噸級武藏（ハルマ・リュウセイ）
- 我家的英雄（麻取義辰[15]）
- 境界服務（セオドア・トンプソン[16]）
- 第二次被異世界召喚（雷格魯斯·雷歐涅爾）
- 肌肉魔法使-MASHLE-（イノセント・ゼロ）
- 浪客劍心 (2023年動畫)（艾斯皮拉爾）
- 殭屍100～在成為殭屍前要做的100件事～（約翰）
- 不死少女的謀殺鬧劇（夏洛克·福爾摩斯[17]）
- 咒術迴戰（日下部篤也）
- MF GHOST 燃油車鬥魂（旁白[18]）
- 黑暗集會（殉國禁獄鬼軍曹[19]）
- BULLBUSTER（田島鋼二[20]）
- 聖女魔力無所不能II（青瀾[21]）
- SHY靦腆英雄（STARDUST[22]）
- 神劍闖江湖－明治劍客浪漫譚－（艾斯皮拉爾·羅塔西翁）
- 哥布林殺手II（國王、金剛石騎士）

2024年
- 為了在異世界也能撫摸毛茸茸而努力。（神[23]）
- 異修羅（擦身之禍庫瑟[24]）
- 治癒魔法的錯誤使用法～奔赴戰場的回復要員～（魔王）
- 七大罪 啟示錄四騎士（史雷達）
- 肌肉魔法使-MASHLE- 神覺者候補選拔試驗篇（純粹的根源[25]）
- 星際莊的戀愛日記（山下正吉[26]）
- 老夫老妻重返青春（齋藤正藏[27]）
- 隔壁的妖怪鄰居（天玄坊）
- 神明渴求著遊戲。（披薩布丁）
- SHY靦腆英雄 東京奪還篇（STARDUST[28]）
- 我要【招架】一切～反誤解的世界最強想成為冒險家～（西格[29]）
- 靠廢柴技能【狀態異常】成為最強的我將蹂躪一切（柘榴木保）
- 曾經、魔法少女和邪惡相互為敵。（使者〈貓〉[30]）
- Delico's Nursery（克勞斯[31]）
- 新幹線變形機器人：變革世代（AI聲音、鍋島筑後、藤德）
- 戰國妖狐 千魔混沌篇（泰山）
- 女僕冥土小姐（師傅）
- 新網球王子 U-17 世界盃 SEMIFINAL（安東尼奧·達·梅達諾雷[32]）
- 凍牌（桑守）
- 阿薩里爾2 未來的民間故事（何塞馬）
- 被逐出隊伍的治癒師，其實是最強（羅納多[33]）

2025年
- 這間公司有我喜歡的人（切林宏海[34]）
- 魔法使光之美少女！！～MIRAI DAYS～（克羅諾斯特）
- 異修羅 第2期（擦身之禍庫瑟）
- 瞬間治癒卻被當成廢物踢出隊伍的天才治療師，改當無照治療師快樂過活（福布斯）
- 末日後酒店（環境監測機器人[35]）
- 我是星際國家的惡德領主！（安士[36]）
- 九龍大眾浪漫（蛇沼的父親）
- 使人誤解的工房主～關於原英雄隊伍的雜役人員，實際上除了戰鬥能力外全是SSS的故事～（魔王）
- 凸變英雄X（劉真[37]）
- 新吊帶襪天使（播報員）

時期未定
- 幼女戰記II（雷魯根[38]）

### 電影動畫
- 名偵探柯南劇場版 銀翼的奇術師 - 新莊 功
- 精灵宝可梦剧场版 - 小次郎
- 頭文字D Third Stage - 藤原拓海
- 銀魂劇場版 新譯紅櫻篇 - 坂本辰馬（客串）
- 劇場版 遙遠時空 舞一夜 - 源 賴久
- 劇場版 Fate／stay night UNLIMITED BLADE WORKS - 佐佐木小次郎 (從者-刺客)
- 劇場版 機動戰士鋼彈00 -A wakening of the Trailblazer- - 洛克昂·史特拉托斯
- 鋼之鍊金術師 嘆息之丘的聖星 - 羅伊·馬斯坦古
- 永遠之久遠 - 上代源治
- 天降之物 計時的悲傷女神 - 米諾斯
- 薄櫻鬼劇場版-第一章 ～京都亂舞～-土方歲三
- 銀魂完結篇 永遠的萬事屋 - 坂本辰馬（客串）

2014年
- 樂園追放 -Expelled from Paradise- - 扎里克·卡吉瓦拉
- 天降之物 Final 我永遠的鳥籠 - 米諾斯

2015年
- 屍者的帝國 - 阿列克塞·卡拉馬佐夫

2016年
- 星光少男 KING OF PRISM by PrettyRhythm - 法月仁
- 頭文字D新劇場版：夢現 - 駕駛GT86的司機
- 影子籃球員 冬季選拔賽總集篇 淚之所向
- 影子籃球員 冬季選拔賽總集篇 影與光
- 影子籃球員 冬季選拔賽總集篇 門的彼端
- 和諧

2017年
- 劇場版 TRINITY SEVEN -悠久圖書館與鍊金術少女- - 王立書冊學園校長
- 電影版影子籃球員 LAST GAME - 相田景虎
- 星光少男 KING OF PRISM -PRIDE the HERO- - 法月仁
- 煙花
- 劇場版 Fate/stay night [Heaven's Feel] I.預示之花 - Assassin

2018年
- 我想吃掉你的胰臟 - 「我」的父親
- K SEVEN STORIES - 伏見仁希
- ANEMONE／交響詩篇艾蕾卡7 HI-EVOLUTION - バンクス

2019年
- 劇場版 幼女戰記 - 雷魯根
- 劇場版 TRINITY SEVEN -天空圖書館與緋紅的魔王- - 王立書冊學園校長
- 甲鐵城的卡巴內里 海門決戰 - 景之
- 翻閱歎異抄 - 慧信房

2020年
- 想哭的我戴上了貓的面具 - 柿沼
- 鬼滅之刃劇場版 無限列車篇 - 竈門炭十郎

2021年
- 銀魂 THE FINAL - 坂本辰馬
- EUREKA／交響詩篇艾蕾卡7 HI-EVOLUTION - バンクス
- 扶桑花女孩之舞 - 日羽的父親
- 我的朋友霸王龍 - 霸王龍
- 劇場版 咒術迴戰 0 - 日下部篤也

2022年
- 名偵探柯南：萬聖節的新娘 - 萩原研二

2024年
- BLOODY ESCAPE -地獄的逃走劇-（烏爾拉[39]）

2025年
- 星光王子 KING OF PRISM -Your Endless Call-（法月仁[40]）

### OVA
- Carnival Phantasm（佐佐木小次郎）
- 銀魂第58卷同捆OAD（坂本辰馬）

1994年
- Level C（本條一臣）

2004年
- 擁抱春天的羅曼史（香藤洋二）

2005年
- パパと KISS IN THE DARK（宗方鏡介）

2007年
- 冬之蟬（草加十馬）

2009年
- 聖鬥士星矢 THE LOST CANVAS 冥王神話（白羊座史昂）

2010年
- 腐女子的品格（セム）

2013年
- 暗殺教室（赤红之眼）

2015年
- 絕命制裁X（犬鳴慎一郎）

2018年
- ReLIFE"完結篇"（上司）

### 網路動畫
2018年
- 超級七龍珠英雄（合体札玛斯）

2024年
- Fate/Grand Order 搞不懂的藤丸立香 第2期（佐佐木小次郎、列奥尼达一世）
- BEASTARS FINAL SEASON（雅夫亞[41]）

### 布袋戲
2021年
- Thunderbolt Fantasy 東離劍遊紀3（阿爾貝盧法）

### 廣播節目
- 悪魔城ドラキュラ ラジオクロニクル（KONAMI STATION：2008年8月27日 - 2008年11月21日）
- アニキンFREEDOM （東海ラジオ放送：1994年4月 - 1998年10月）
- エンペラー黒田のゲーム業界裏の裏〜ゲームクリエイター・オフレコミーティング〜
- 眞一郎と綾子のミッドナイトキーパーズ（文化放送）
- ファイナルファンタジータクティクス アドバンス・ラジオエディション
- フリーダム探偵局 大沼探偵部
- ネオロマンス Paradise（アール・エフ・ラジオ日本、ラジオ関西：2001年10月 - 2002年4月）
- ネオロマンス Paradise Cure!（ラジオ大阪：2003年7月3日 - 2004年3月25日|文化放送：2003年7月2日 - 2004年3月24日）
- BLEACH “B” STATION（2006年5月度节目主持）
- オー!NARUTOニッポン（2005年9月度节目主持）
- 韓風ラジオ
- 破天荒Radio（アニメイトTV： 2007年12月6日 - 2008年3月27日）
- 薄桜鬼WEBラジオ 新選組通信（アニメイトTV： 2009年7月9日–2010年12月27日）
- 薄桜鬼集会 放送録（不定期节目主持）（アニメイトTV：2011年5月12日– ）
- Pokemon Radio Show! ロケット団ひみつ帝国（エフエムインターウェーブ|InterFM、2012年7月1日 - ）
- 頭文字D 網絡廣播節目|頭文字D Radio Stage（音泉、HiBiKi Radio Station：2012年11月10日 - 2013年5年26日）
- 银狐 網絡廣播節目|TVアニメぎんぎつね 銀とハルの稲荷通信（アニメイトTV：2013年10月4日 - ）
- Kill La Kill 網絡廣播節目|キルラキルラジオ（音泉：2013年10月15日 - ）

Radio Drama
- 悪魔城ドラキュラX 月下の夜想曲|悪魔城ドラキュラX 追憶の夜想曲（リヒター・ベルモンド）
- VOMIC NARUTO -ナルト-（ミズキ）

### 特攝影集
- 電王 - 異魔神 齊格／電王 Wing Form
- 假面骑士铠武 - 创世纪驱动器（声效）

### 遊戲
- 刺客教條：大革命（亞諾·多里安）
- 仁王（真田幸村）
- Virtua Fighter系列（結城晶）
- DENGEKI BUNKO FIGHTING CLIMAX（結城晶）
- BLEACH系列（浦原喜助）
- 頭文字D 攜帶版（藤原拓海）
- 神佑擂台（賽菲羅斯）
- 超級機器人大戰系列（伊達隆聖）
- 英雄傳說 軌跡系列（蘭迪·奧蘭多）
  - [PSP]英雄傳說 碧之軌跡
  - [PS VITA] 英雄傳說 零之軌跡 Evolution
  - [PS4] 英雄傳說 閃之軌跡III
  - [PS4] 英雄傳說 閃之軌跡IV -THE END OF SAGA-
- 七武士 - 久藏
- 召喚夜響曲4 - 謝隆
- 心跳回憶 Girl's Side（三原色）
- 遙遠時空系列
  - 遙遠時空（源 賴久）
  - 遙遠時空2（源 賴忠）
  - 遙遠時空3（有川將臣）
  - 遙遠時空4（柊）
- Fate/unlimited codes（Assassin<佐佐木小次郎>）
- Fate/tiger colosseum（Assassin<佐佐木小次郎>）
- Fate/Grand Order（佐佐木小次郎、帕拉塞爾蘇斯·馮·霍恩海姆)
- Fate/Samurai Remnant（2023年，佐佐木小次郎）
- 薄櫻鬼（土方歲三）
- 三国恋戦記～オトメの兵法！（玄德）
- .hack//G.U.（庫恩）
- El Shaddai（以諾）
- 花帰葬（玄冬）
- 鬼武者Soul(Web)
- 絕對絕望少女 槍彈辯駁Another Episode（塔和灰慈）
- 戰國BASARA4（後藤又兵衛）
- 戰國BASARA4 皇(後藤又兵衛）
- 魔女王（瑪利安）
- 刀劍亂舞（大般若長光）
- 文豪與鍊金術師（菊池寬）
- 在茜色的世界與君詠唱（坂本龍馬）
- 7'scarlet(叢雲 結月)
- 七龙珠系列（撒马斯、合体撒马斯、弗利萨一族英雄/）
- 偶像夢幻祭（冰鷹誠矢）
- 女神異聞錄5 亂戰 魅影攻手（長谷川善吉）
- 任天堂明星大亂鬥系列（噴火龍、小火龍、海星星、巨鉗螳螂、達克萊伊、結城晶）
- 鋼之鍊金術師 MOBILE（羅伊·馬斯坦古）
- 魔法禁书目录 幻想收束（羅伊·馬斯坦古）
- 拳皇全明星（结城晶）
- 崩壞：星穹鐵道（刃）
- 明日方舟（老鯉）

2025年
- 優米雅的鍊金工房 ～追憶之鍊金術士與幻創之地～（黑色斗篷的貴人[42]）
- 辟邪除妖 Variants Daphne（阿爾博里斯[43]）

### 吹替

#### 演員
吳彥祖
- 新警察故事（關祖）
- 寶貝計劃（丹尼）
- 精武家庭（積遜）
- 大佬愛美麗
- 天堂口
- 新宿事件
- 太極

黃曉明
- 神鵰俠侶
- 葉問2

余文樂
- 無間道（電視放送版）
- 無間道II（電視放送版）

馬特·達蒙
- 神鬼認證：傑森包恩
- 神鬼認證系列（傑森·包恩）
  - 神鬼認證：傑森包恩 ※BS東視版[44]。
  - 神鬼認證 ※富士電視台版。
  - 神鬼認證：最後通牒 ※富士電視台版。
- 重返榮耀（蘭努夫·朱努）

麥克·法斯賓達
- X戰警：第一戰
- X戰警：未來昔日
- 簡愛

張家輝
- 決戰紫禁之巔（龍龍九）
- 黑社會（飛機）

#### 電影
- 驚天動地60秒（弗雷布〈詹姆斯·杜瓦〉）
- 網路駭客（英语：Hackers (film)）（伊曼紐爾·戈爾茨坦／“穀物殺手”〈馬修·里沃德〉）
- 聖杯傳說（傑克〈約翰·瑞爾敦（英语：John Reardon）〉）
- 衝鋒陷陣（英语：Remember the Titans）（雷·巴茲〈伯傑斯·詹金斯（英语：Burgess Jenkins）〉）
- 鳥籠（瓦爾·戈德曼〈丹·福特曼〉）※影碟版。
- 神鬼至尊（伊利亞·特雷蒂亞克〈瓦列里·尼古拉耶夫〉）※影碟版。
- 年輕的維多利亞（阿爾伯特王子〈魯伯特·弗蘭德〉）
- 全蝕狂愛（阿蒂爾·蘭波〈李奧納多·狄卡皮歐〉）

#### 動畫
- 蝙蝠俠：高譚騎士（蝙蝠俠／布魯斯·韋恩）
- 大力士（英语：Hercules (1998 TV series)）（阿拉丁）
- 米老鼠群星會（英语：House of Mouse）（阿拉丁）
- 巴斯光年（老莫·莫里森[45]）

### BLCD
- パパとKISS IN THE DARK（宗方鏡介）

パパとLoving All Night
パパとDeep in the Forest
パパとUnder the Moonlight
パパと愛だけ足りない
パパと番外 Love Trial
- 二重螺旋シリーズ（篠宮雅紀）

二重螺旋
二重螺旋2 -愛情鎖縛-
二重螺旋3 -攣哀感情-
情愛のベクトル（全員サービスドラマCD）
- 110番は恋の始まり（劍持薫）

110番は甘い鼓動
- 花絳樓系列

媚笑の閨に侍る夜（上杉）
- 春を抱いていた系列（香藤洋二）

- よくある話（袴田俊樹）

- 慈英と臣シリーズ（秀島慈英）

しなやかな熱情１
しなやかな熱情２ ひめやかな殉情
しなやかな熱情３ あざやかな戀情
しなやかな熱情1.5 番外編 さらさら。
しなやかな熱情４ やすらかな夜のための寓話
しなやかな熱情５ はなやかな哀情
しなやかな熱情６ たおやかな真情
しなやかな熱情７ あでやかな愁情

### 玩具
- COMPLETE SELECTION MODIFICATION（玩具、齊格）
  - 電王變身腰帶組 & 攜帶洛斯（2017年9月）
  - 電王變身腰帶組 MOVIE EDITION（2021年12月）[46]

### 柏青哥、角子機
- 系列（CR野薔薇物語 豐丸產業（日语：豊丸産業）柏青哥機）：飾 商人
- CR忍術決戰月影（隼）
- 福星小子相關（面堂終太郎）
  - Sammy「角子機福星小子（日语：パチスロうる星やつら）」
  - Sammy「角子機福星小子2（日语：パチスロうる星やつら2）」
  - Sammy「角子機福星小子3」

## 腳註

## 外部連結
- 三木派 （日語）—三木真一郎的官方個人網站。
- 三木真一郎 （日語）—81 Produce公式官網
- 三木真一郎的X（前Twitter） （日語）